# Playa Paraíso
Playa Paraíso är en ort i Mexiko.   Den ligger i kommunen Tecolutla och delstaten Veracruz, i den sydöstra delen av landet, 260 km öster om huvudstaden Mexico City. Playa Paraíso ligger 10 meter över havet och antalet invånare är 133.
Terrängen runt Playa Paraíso är mycket platt. Havet är nära Playa Paraíso åt nordost. Runt Playa Paraíso är det ganska tätbefolkat, med 83 invånare per kvadratkilometer. Närmaste större samhälle är San Rafael, 14,9 km söder om Playa Paraíso. Omgivningarna runt Playa Paraíso är en mosaik av jordbruksmark och naturlig växtlighet.